# Murcia monticola
Murcia monticola är en kvalsterart som först beskrevs av Trägårdh 1902.  Murcia monticola ingår i släktet Murcia och familjen Ceratozetidae. Inga underarter finns listade i Catalogue of Life.